# متعب شراحيلي
متعب شراحيلي (19 نوفمبر 1992م) حارس مرمى سعودي يلعب حالياً في نادي الدرعية.

## مسيرة اللاعب
كانت بداياته مع النصر بعدها إنتقل إلى نادي الرائد في عام 2016 و انتقل إلى نادي ضمك في عام 2018 و انتقل إلى نادي حطين في عام 2019 و انتقل إلى نادي الخليج في عام 2020 و انتقل إلى النادي العربي في عام 2022 وانتقل إلى نادي العدالة في عام 2023 وانتقل إلى نادي الدرعية في عام 2023.

## الحياة الشحصية
وهو قريب اللاعبين شايع شراحيلي وإبراهيم شراحيلي وأحمد شراحيلي ورياض شراحيلي .

## روابط خارجية
- متعب شراحيلي على موقع Soccerway.com (الإنجليزية)